# 施瓦茨山 (阿爾布拉山脈)
46°44′6″N 9°56′30″E / 46.73500°N 9.94167°E

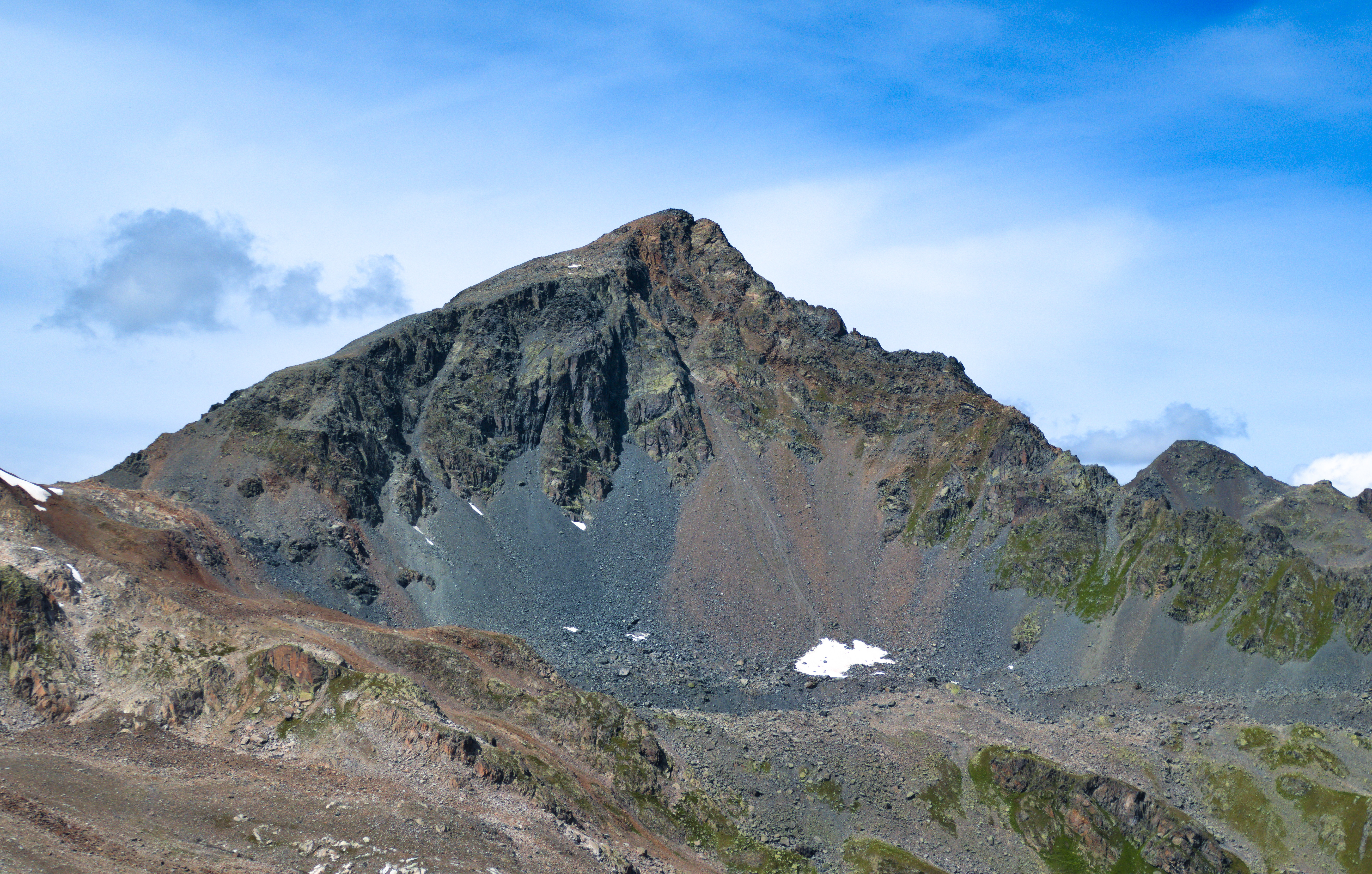

施瓦茨山（英語：Schwarzhorn），是瑞士的山峰，位於該國東南部，由格勞賓登州負責管轄，屬於阿爾布拉山脈的一部分，海拔高度3,146米，每年平均降雨量1,729毫米。